# 9th/12th Royal Lancers
Il 9th/12th Royal Lancers (Prince of Wales') (9/12L) è un reggimento di cavalleria del British Army che svolge attualmente un ruolo di formazione e ricognizione grazie ai veicoli Combat Vehicle Reconnaissance (Tracked) con cui è equipaggiato. Il Reggimento ha sede a Hohne, in Germania settentrionale, dove è di stanza a partire dal 2000. Supporta nelle ricognizioni la 7th Armoured Brigade, detta The Desert Rats. Il 9th/12th Royal Lancers, soprannominato The Delhi Spearmen, ha come zone di reclutamento prevalenti le contee di Derbyshire, Leicestershire, Northamptonshire, Rutland, Cambridgeshire, Bedfordshire, Hertfordshire, Essex e Londra.
La sede del reggimento in patria si trova a Tigers Road, South Wigston, Leicester insieme alla sua unità affiliate TA, la Leicestershire and Derbyshire Yeomanry formazione B squadrone del Royal Yeomanry.
Il reggimento attuale è stato costituito l'11 settembre 1960 nella chiesa della guarnigione a Tidworth dalla fusione del 9th Queen's Royal Lancers e del 12th Royal Lancers.
Il Reggimento ha una lista lunga ed illustre di onorificenze acquisite in battaglia, comprese quelle delle due guerre mondiali come di seguito indicato, tra cui la prima guerra mondiale e la seconda guerra mondiale (dove il caporale Nicholls del 9th Lancers si guadagnò le congratulazioni personali del generale Montgomery quando fermò in un giorno nove tanks durante la Seconda battaglia di El Alamein). In tempi più recenti, lo squadrone B è stato il primo squadrone blindato da ricognizione dislocato in Bosnia, quando cominciarono le ostilità e l'ultimo a lasciarla nel mese di ottobre 2003. Il 9th/12th Royal Lancers ha terminato la terza missione in Iraq nel dicembre 2008 per essere poi dislocato per operazioni in Afghanistan.

## I due reggimenti
I percorsi del 9th Queen's Royal Lancers e del 12th Royal Lancers sono intrecciati fin dalla loro costituzione nel luglio 1715 in risposta alla prima Insurrezione giacobita contro re Giorgio I di Gran Bretagna. All'inizio ebbero ambedue il nome dei propri fondatori, il general maggiore Owen Wynne del 9th ed il brigadiere Phineas Bowles del 12th, diventando prima un reggimento di dragoni e poi di dragoni leggeri. Infine vennero riorganizzati e rinominato come lancieri dopo le guerre napoleoniche, quando il 12th divenne un Royal Regiment nel 1817 ed il 9th divenne il 9th Queen's Royal Lancers su volere di re Guglielmo IV del Regno Unito nel 1830.
Entrambi i reggimenti servirono in Irlanda all'inizio della loro storia, e le loro strade si incrociarono di nuovo nel 1811 durante la Guerra d'indipendenza spagnola: qui il 12th combatté a Salamanca nel 1815 prima di muoversi con il Duca di Wellington per i Paesi Bassi a combattere alla battaglia di Waterloo. Il 12th rinforzò la Brigata di cavalleria in Linea nella Guerra di Crimea dopo la Battaglia di Balaclava. Nel 1857 entrambi i Reggimenti combatterono durante la rivolta indiana del 1857: il 9th ottenne dodici Victoria Cross ed il loro soprannome di The Delhi Spearmen. Il 9th dopo essersi battuto nella Seconda guerra del Punjab partecipò al conflitto afgano, compresa la famosa marcia da Kabul a Kandahar. Furono ancora una volta insieme tra 1899 il ed il 1902 in Sudafrica nella guerra contro i Boeri, prendendo parte all'ultima battaglia del combattimento. Durante la prima guerra mondiale il 9th presero parte all'ultima battaglia della cavalleria leggera il 7 settembre 1914 contro i Dragoni tedeschi, contro i quali il 12th si era scontrato il 28 agosto.
Durante la Seconda Guerra Mondiale il 12th ha giocato un ruolo fondamentale nel proteggere le forze in ritirata da Dunkerque. Il settembre 1941 vide i due reggimenti riuniti di nuovo sotto la bandiera della Prima Divisione Corazzata navigando verso il Nord Africa, nell'ambito dell'VIII Armata. Il 9th aprì la strada ad El Alamein, mentre il 12th fu la prima ad unirsi agli americani in Tunisia. Dall'Africa due reggimenti furono inviati in Italia nel 1944: il 12th combatté ad est di Cassino, mentre il 9th fu coinvolto nella battaglia per la Linea Gotica. Nell'aprile del 1945 quelli del 12th furono i primi soldati alleati ad entrare a Venezia.

## Attività
La fusione del 9th e del 12th avvenne il 11 settembre 1960. Da allora ha prestato servizio in Aden, Oman, Belize, Arabia Saudita, Canada, con le Nazioni Unite a Cipro, in Germania durante la Guerra Fredda ed in Irlanda del Nord negli anni settanta. Il 10 maggio 1972 il Reggimento ha ricevuto il Freedom of Derby [5]. Inoltre lo Squadrone D venne schierato in Medio Oriente durante l'Operazione Granby. Il Reggimento è stato ancora una volta in prima linea nel 1992 nel quadro dell'Operazione Grapple e nel decennio successivo altre volte è stato schierato più volte in Bosnia e Kosovo. Nel primo decennio del nuovo millennio il reggimento è stato schierato in prima linea in Iraq e Afghanistan.
Il museo del reggimento è ospitato nel Derby Museum and Art Gallery di Derby.